# Cortyta minyas
Cortyta minyas là một loài bướm đêm trong họ Erebidae.